# DKW Volksrad ES 200
Das DKW Volksrad ES 200 ist ein Motorrad der Zschopauer Motorenwerke J. S. Rasmussen.

## Technik
Die Folgen der im Oktober 1929 begonnenen Weltwirtschaftskrise trafen auch die Absatzmärkte für DKW-Motorräder. Man reagierte darauf mit einer stark reduzierten Ausstattung der DKW Luxus 200, sparte Kosten und bot das so entstandene Modell zu einem Verkaufspreis von 485 RM an. – Es war nach Ansicht von Frank Rönicke seinerzeit das kostengünstigste Modell auf dem deutschen Motorradmarkt; Erwin Tragatsch gibt hingegen an, dass eine 200er der Firma Richard Gruhn Motoren- und Fahrzeugbau in Berlin-Steglitz 15 RM billiger war.
Den Einsparungen zum Opfer fielen das Zweiganggetriebe, Kickstarter und der Kettenantrieb. Ferner hatten die ersten Modelle nur eine Klotzbremse, die auf das Riemenrad wirkte, erst später war wieder eine Innenbackenbremse in das Vorderrad eingebaut. Der Auspuff ist eine äußerst einfache Konstruktion und gleicht den Ausführungen in den ersten DKW-Motorrädern ZL und ZM. Vom Framo-E-Vergaser wurde ab Werk nur eine Sparvariante eingebaut, bei der die Benzinmenge statt mit Bowdenzügen am Lenker direkt am Vergaser eingestellt werden muss. Auch der Tank ist gegenüber der Luxus 200 kleiner und fasst lediglich 6 Liter Kraftstoff. Die Lackierung samt Tank war einheitlich schwarz. Lediglich an den Tankseiten lockerten Zierlinien das Bild auf.
Das Motorrad hat nur einen Gang und keinen Leerlauf. Zum Starten muss man es daher anrollen, was durch einen Dekompressionshebel für den Zylinder erleichtert wird.
| DKW Volksrad ES 200   | DKW Volksrad ES 200                          |
| --------------------- | -------------------------------------------- |
| Baujahre              | 1929–1932                                    |
| Motor                 | fahrtwindgekühlter Einzylinder-Zweitaktmotor |
| Steuerung             | Schlitzsteuerung                             |
| Ladungswechsel        | Querstromspülung                             |
| Hubraum               | 198 cm³                                      |
| Bohrung × Hub         | 63 × 64 mm                                   |
| Nennleistung          | 4 PS (2,9 kW)                                |
| Vergaser              | Framo-E                                      |
| Schmierung            | Zweitaktgemisch 1 : 10 bis 1:15              |
| Getriebe              | ohne                                         |
| Endantrieb            | Flachriemen                                  |
| Rahmenbauart          | Pressstahl-Profilrahmen mit Unterzug         |
| Radstand              | 1275 mm                                      |
| Sitzhöhe              | 700 mm                                       |
| Radaufhängung vorn    | Parallelogrammgabel mit Schraubenfeder       |
| Radaufhängung hinten  | Starrrahmen                                  |
| Bremsen               | Klotzbremse auf Riemenrad, Innenbacken vorn  |
| Leergewicht           | 83 kg                                        |
| Höchstgeschwindigkeit | 65 km/h                                      |
| Stückzahl             | ca. 3000                                     |